# 平井伸治
平井 伸治（ひらい しんじ、1961年〈昭和36年〉9月17日 - ）は、日本の政治家、自治・総務官僚。鳥取県知事（公選第17 - 21代）、智頭急行会長、デジタル田園都市国家構想実現会議構成員。無所属。
全国知事会会長（第14代）、新型コロナウイルス感染症対策分科会委員、鳥取県副知事などを歴任。

## 経歴・人物
東京都千代田区外神田で、弁護士の父に生まれた。開成中学校・高等学校を経て、1984年（昭和59年）に東京大学法学部第1類（私法コース）を卒業し、自治省（現:総務省）に入省した。本省勤務のほか兵庫県や福井県へ出向を経験した。1995年（平成7年）9月からアメリカ合衆国へ派遣され、1996年（平成8年）1月からカリフォルニア大学バークレー校で政府制度研究所客員研究員を務めた。
1999年（平成11年）に鳥取県庁へ出向して鳥取県総務部長を務め、2001年（平成13年）に全国最年少で鳥取県副知事に就任する。
2007年（平成19年）2月に総務省を退官。同年4月8日に自由民主党と公明党から推薦された無所属候補として鳥取県知事選挙に立候補して初当選した。当選後に片山善博前知事の下で制定された鳥取県人権侵害救済推進及び手続に関する条例を見直す考えを示した。
2008年（平成20年）に、宮城県仙台市長の梅原克彦が発案した「拉致問題と戦う知事の有志の会」の結成にあたり、発起人の一人に名を連ねた。
2011年（平成23年）4月に鳥取県知事に再選された。2015年（平成27年）4月に鳥取県知事に3選された。
2018年（平成30年）10月26日に、安倍晋三内閣総理大臣の中華人民共和国訪問に合わせて、北京市人民大会堂で行われた第1回日中第三国市場協力フォーラムに出席し、鳥取県の名産品などを全て中国語で紹介し、出席者から拍手を得た。
2019年（平成31年）4月に鳥取県知事に4選された｡
2023年（令和5年）4月9日執行の鳥取県知事選挙にて5回目の当選を果たした。これにより平井は石破二朗、西尾邑次の4回を越える鳥取県知事最多当選記録を更新した。
家族は妻と2男がいる。

## エピソード
2023年鳥取県議会議員選挙では、同姓同名の平井伸治が鳥取市選挙区から出馬し、当選。平井は大阪市に生まれたが、知事と同姓同名であることから鳥取への関心を深めるようになり、「無投票は許されない。一石を投じたい」と立候補したという。このことについて平井は「『平井珍事（伸治）』が起こった」と得意のダジャレを交えて評した。
このほかに有名なダジャレとしては、鳥取が都会的な華やかさには欠けることを認めつつ、日本最大級の砂丘が存在することを強調した「スタバはないがスナバ（砂場）はある」（スターバックスコーヒー店はないが鳥取砂丘がある）がある。ただし、2015年5月に鳥取市内に県内1号店がオープンしている。
月曜から夜ふかしでは、『日本一会いやすい県知事』と紹介されている。

## 年譜
鳥取県庁公式サイトより参照。
- 1961年（昭和36年）9月17日 - 東京都千代田区外神田出生
- 1984年（昭和59年）
  - 3月 - 東京大学法学部第1類（私法コース）卒業[1]
  - 4月 - 自治省入省、財政局地方債課
- 1986年（昭和61年）7月 - 自治省自治大学校研究部
- 1987年（昭和62年）8月 - 同選挙部管理課
- 1988年（昭和63年）4月 - 同選挙部選挙課
- 1990年（平成2年）4月 - 福井県市町村課長
- 1992年（平成4年）4月 - 同財政課長
- 1993年（平成5年）8月 - 自治省選挙部政治資金課課長補佐
- 1994年（平成6年）10月 - 同選挙部政党助成室課長補佐
- 1995年（平成7年）9月 - 米国連邦選挙委員会
- 1996年（平成8年）
  - 1月 - カリフォルニア大学バークレー校政府制度研究所客員研究員
  - 4月 - 自治省財政局調整室課長補佐
- 1997年（平成9年）4月 - 同税務局府県税課課長補佐
- 1999年（平成11年）7月 - 鳥取県総務部長
- 2001年（平成13年）6月 - 鳥取県副知事
- 2005年（平成17年）4月 - 総務省選挙部政党助成室長[7]
- 2006年（平成18年）6月 - 自治体国際化協会ニューヨーク事務所長[7]
- 2007年（平成19年）4月 - 鳥取県知事初当選
- 2011年（平成23年）4月 - 鳥取県知事再選
- 2015年（平成27年）4月 - 鳥取県知事3選
- 2019年（平成31年）4月 - 鳥取県知事4選
- 2020年（令和2年）7月 - 新型インフルエンザ等対策閣僚会議新型インフルエンザ等対策有識者会議新型コロナウイルス感染症対策分科会委員[14]
- 2023年（令和5年）4月-鳥取県知事5選　（連続5選）
- 2023年（令和5年）9月 - 新型インフルエンザ等対策推進会議議員

## 書籍

### 著書
- 小さくても勝てる　- 「砂丘の国」のポジティブ戦略（2016年9月28日、中央公論新社 中公新書ラクレ）ISBN 978-4121505637
- 鳥取力 - 新型コロナに挑む小さな県の奮闘（2021年3月20日、中央公論新社 中公新書ラクレ724）ISBN 978-4121507242

### 関連書籍
- 全国ツアー公式追っかけブック AKB48パパラッツィ vol.3〈完結編〉（2015年3月14日、主婦と生活社）ISBN 978-4391637267 ※横山由依（当時AKB48）との対談収録